# スウィング・アウト・シングルズ
『スウィング・アウト・シングルズ』は英国のバンド、スウィング・アウト・シスターが1992年に発売したベスト・アルバム。

## 解説
これまでに発売してきたシングルを収録しているが、その多くが新録音や別バージョンで収録されている。発売は日本限定だった。

## 収録曲
1. ノット・ゴナ・チェンジ(クラシック・クラブ・ミックス)
2. ブレイクアウト(ニュー・バージョン)
3. セイム・ガール(ブバズ・バージョン)
4. ウェイティング・ゲーム(エクステンディッド・バージョン)
5. ノットゴナチェンジ(ダシ1ミックス)
6. アローン
7. ユー・オン・マイ・マインド(エクステンディッド・バージョン)